# Cixius apicalis
Cixius apicalis är en insektsart som beskrevs av Metcalf 1923. Cixius apicalis ingår i släktet Cixius och familjen kilstritar. Inga underarter finns listade i Catalogue of Life.